# 픽처 뮤직 인터내셔널
픽처 뮤직 인터내셔널(Picture Music International, PMI)은 EMI의 음악가를 위한 뮤직 비디오 발매를 전문으로 하는 EMI의 산하 부서였다. 비틀즈, 케이트 부시, 클리프 리처드, 펫 숍 보이스, 퀸, 핑크 플로이드, 듀란 듀란, 아이언 메이든의 비디오가 PMI를 통해 발매되었다. 이후 애비 로드 인터랙티브가 계승했다.